# قلي بيغلو
قلي بيغلو هي قرية في مقاطعة خدا أفرين، إيران. عدد سكان هذه القرية هو 543 في سنة 2006.